# Rango (ferrovia)
Il rango in ferrovia identifica una o più categorie di velocità massime raggiungibili in Italia dai differenti tipi di materiale rotabile su un determinato tratto di linea. Viene identificato a terra con un apposito cartello indicatore posto a lato al binario nel punto di inizio della segnalazione.
A tale scopo i veicoli ferroviari vengono iscritti, sulla base delle loro caratteristiche tecniche, ai ranghi allo scopo di attribuir loro i vari limiti imposti dal tracciato, in modo da poter sfruttare al meglio le loro caratteristiche meccaniche e dinamiche.

## Generalità

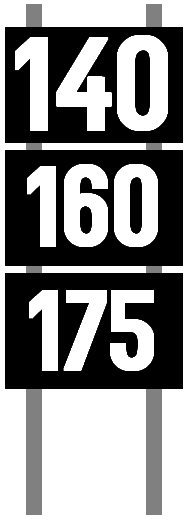
Esempio di indicatore di velocità in uso sulle ferrovie italiane: dall'alto verso il basso sono riportati i limiti in vigore sulla linea per i mezzi di rango A, B e C.

Nel traffico stradale, i limiti di velocità su una determinata strada sono fissati univocamente e valgono per tutti i veicoli; ad esempio, in un tratto stradale sgombro con un limite di velocità di 70 km/h, questo limite deve essere rispettato sia da una utilitaria che da un'auto sportiva, anche nel caso in cui quest'ultima possa tecnicamente procedere ad una velocità maggiore a pari sicurezza e possieda freni, pneumatici e sospensioni più prestanti.
In ambito ferroviario si procede diversamente, in quanto, al fine di sfruttare appieno le caratteristiche del materiale rotabile, vengono previsti sullo stesso tratto di linea diversi limiti di velocità a seconda del rango a cui il convoglio è associato. L'attribuzione del rango è fatta in base alle caratteristiche di dinamica di marcia (ovvero la costituzione dei carrelli, il rodiggio, nonché l'assetto cassa se variabile o fisso, e la disposizione delle masse). L'obiettivo è quello di conciliare il comfort di marcia (per passeggeri e merci) e la sicurezza della stessa in funzione delle grandezze meccaniche relative e alla qualità dell'armamento.
I limiti di velocità espressi per ranghi non costituiscono comunque le uniche limitazioni di velocità esistenti nella circolazione ferroviaria, ma rappresentano solo quelle relative al comfort ed alla sicurezza di marcia in linea. Ulteriori limitazioni di velocità esistenti sono trattate separatamente e derivano dalle caratteristiche costruttive e dello stato di funzionamento del veicolo a prescindere dal binario su cui circola, da rallentamenti temporanei su limitati tratti di linea (di solito per lavori in corso o binario dissestato) o dall'esigenza di imporre velocità ridotte dove in corrispondenza di deviatoi si debba circolare sul ramo deviato: tutte queste limitazioni non sono distinte per ranghi ma sono comuni a tutti i convogli.
Ulteriori limiti di velocità sono quelli derivanti dalle prestazioni di frenatura: in questo caso il limite deriva anche e soprattutto dalle caratteristiche del convoglio e non prevede una classificazione in gruppi bensì un calcolo dettagliato ripetuto per ogni treno (percentuale di massa frenata). I limiti di velocità possono talvolta inglobare anche elementi relativi alla meccanica della linea elettrica e al tipo di segnalamento, ossia al regime di circolazione vigente sulla linea.

### Tipi di ranghi
In Italia, sulla rete RFI, si distinguono 4 ranghi così descritti:
- rango A: a questa categoria appartengono tutti i convogli con materiale atto a circolare a velocità inferiori a 140 km/h, ciò comprende i carri merci, tutte le locomotive che viaggiano isolate e i treni circolanti come tali (come il carro soccorso).
- rango B: appartengono a questo rango i treni con materiale atto a circolare a 140 km/h o superiore (indifferentemente se rimorchiato o di trazione), esclusi i bagagliai LDn 24;
- rango C: include materiale marcato per velocità superiore a 160 km/h e comprende la maggior parte delle vetture viaggiatori, oltre che il materiale leggero;
- rango P: include solo i treni ad assetto variabile di tipo "attivo" con dispositivo inserito e funzionante ("Pendolini"). Tale rango non è riportato sulle tabelle indicatrici di velocità ma solo nei fascicoli linea e in scheda treno.

L'unica eccezione riguarda la circolazione su binario illegale su linee a doppio binario non banalizzate, situazione in cui la velocità massima ammessa viene fissata per tutti i treni a 90 km/h.
Nel caso in cui i rotabili che compongono un treno abbiano ranghi diversi, il rango del treno sarà il minimo tra i ranghi dei rotabili che lo compongono. Per esempio un treno composto da sole carrozze FS tipo Z, atte ai 200 km/h, quindi al rango C, se viene trainato da un locomotore E.656, che ha velocità massima omologata di 150 km/h ed è quindi classificato nel rango B, dovrà necessariamente viaggiare in rango B.
In generale i ranghi A, B e C sono l'uno meno restrittivo dell'altro e tendono ad avere velocità massime piuttosto diverse in tratti rettilinei, mentre le differenze di valore si riducono in tratti curvilinei fino ad annullarsi per curve con raggi di curvatura particolarmente restrittivi, perché le differenze fra questi ranghi sono tutte imputabili al diverso comportamento vibrazionale del carrello alle alte velocità. Il rango P invece non è meno restrittivo del rango C nei tratti rettilinei, dove i valori di velocità limite possono essere gli stessi, mentre è decisamente più permissivo nei tratti curvilinei, in quanto è solo nelle curve che il pendolamento è utile per mantenere velocità superiori. Nel caso in cui un treno dotato di assetto variabile viaggi con i meccanismi per il pendolamento non funzionanti, non può sfruttare il rango P ma è soggetto ai ranghi inferiori; ciò avviene, ad esempio, dal 2016 sugli elettrotreni ETR.460.

### Classificazione della linea
La linea o tratto di linea può avere limitazioni per due, tre o quattro ranghi. Quando sui cartelli indicatori vengono riportate solo due velocità, queste sono da intendersi come ranghi A e B (dall'alto verso il basso). Un treno assegnato a un rango superiore deve adeguarsi al rango più restrittivo. Quando sono riportate tre velocità (come in figura), sono da intendersi come ranghi A, B e C. Il valore di velocità del rango A, il più restrittivo, viene in genere riportato con caratteri più grandi.
La velocità massima in linea viene determinata come la massima velocità che rispetta una serie di condizioni, i cui parametri variano in funzione dei ranghi. In particolare vanno rispettati limiti riguardo:
- accelerazione non compensata;[2]
- contraccolpo sul raccordo parabolico (variazione di accelerazione non compensata per unità di tempo);
- rotazione del veicolo intorno all'asse longitudinale sul raccordo parabolico (velocità di rollìo);
- altre relazioni matematiche fra le velocità ai ranghi A, B, e C.

Viene fissata innanzitutto una velocità di tracciato {\displaystyle V_{t}}, determinata a partire dalla curva più vincolante (con raggio minore) ipotizzando un'accelerazione non compensata di 0.6 m/s² (vedi anche "Sopraelevazione ferroviaria"). In funzione di questa velocità, vengono fissate le velocità di rango {\displaystyle V_{A}}, {\displaystyle V_{B}} e {\displaystyle V_{C}}, che devono soddisfare le seguenti condizioni:
1. sui raccordi parabolici il contraccolpo {\displaystyle \Psi } non deve superare nei ranghi A, B e C i valori rispettivamente di {\displaystyle 0.25m/s^{3}}, {\displaystyle 0.35m/s^{3}} e {\displaystyle 0.40m/s^{3}} (eccezionalmente in rango C può raggiungere i {\displaystyle 0.60m/s^{3}});
2. sui raccordi parabolici la velocità di rollìo {\displaystyle \Omega } non deve superare nei ranghi A, B e C i valori rispettivamente di {\displaystyle 0.036\ rad/s}, {\displaystyle 0.038\ rad/s} e {\displaystyle 0.040\ rad/s}.
3. le accelerazioni non compensate per i ranghi A, B e C non devono superare i valori di {\displaystyle 0.6\ m/s^{2}}, {\displaystyle 0.8\ m/s^{2}} e {\displaystyle 1.0\ m/s^{2}}.
4. {\displaystyle V_{A}<V{t}\ \ \ \ \ \ \ \ V_{B}<1.06\cdot V{t}\ \ \ \ \ \ \ \ \ V_{C}<1.11\cdot V{t}\ \ \ \ \ [km/h]}
5. {\displaystyle V_{A}<140\ \ \ \ \ \ \ V_{B}<160\ \ \ \ \ \ \ \ \ \ \ \ \ \ \ \ V_{C}<250\ \ \ \ \ \ \ \ \ \ \ \ [km/h]}

La velocità di rango viene inoltre ridotta da altre considerazioni di natura dinamica relative al carrello ed ai suoi moti anormali (in primis il moto di serpeggio), nonché relative al tipo di armamento del binario ed alle sue caratteristiche elastiche e dissipative.